# Kärrblomflugor
Kärrblomflugor (Helophilus) är ett släkte i familjen blomflugor.

## Kännetecken
Många blomflugor i detta släkte är stora och iögonfallande, upp till 17 millimeter långa. De har en svart grundfärg med artspecifika gula parfläckar på bakkroppen. Behåringen är kort. Många, till exempel alla i Sverige förekommande arter, har tydliga gula eller gråaktiga strimmor på ryggskölden. Längd 9 till 17 millimeter. 

## Levnadssätt
Man hittar kärrblomflugor i många olika miljöer. De är goda flygare och kan migrera över stora avstånd. Larverna lever i små vattenpölar och livnär sig på förmultnande växter. De har ett långt råttsvansliknande andningsrör. De brukar därför kallas råttsvanslarver.

## Utbredning
Det finns cirka 40 kända arter i världen och släktet finns representerat i alla världsdelar. Av dem finns 8 i Europa och 7 i Norden och Sverige. 

## Systematik

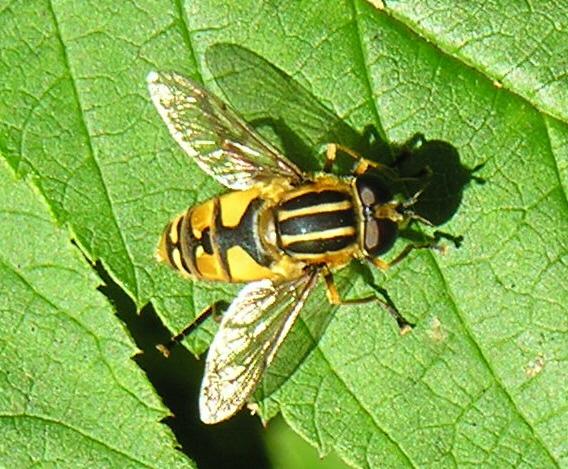
Mörk kärrblomfluga (H. affinis)

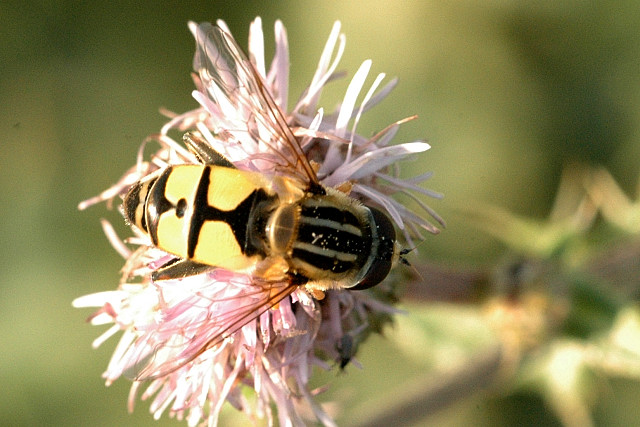
Större kärrblomfluga (H. hybridus)

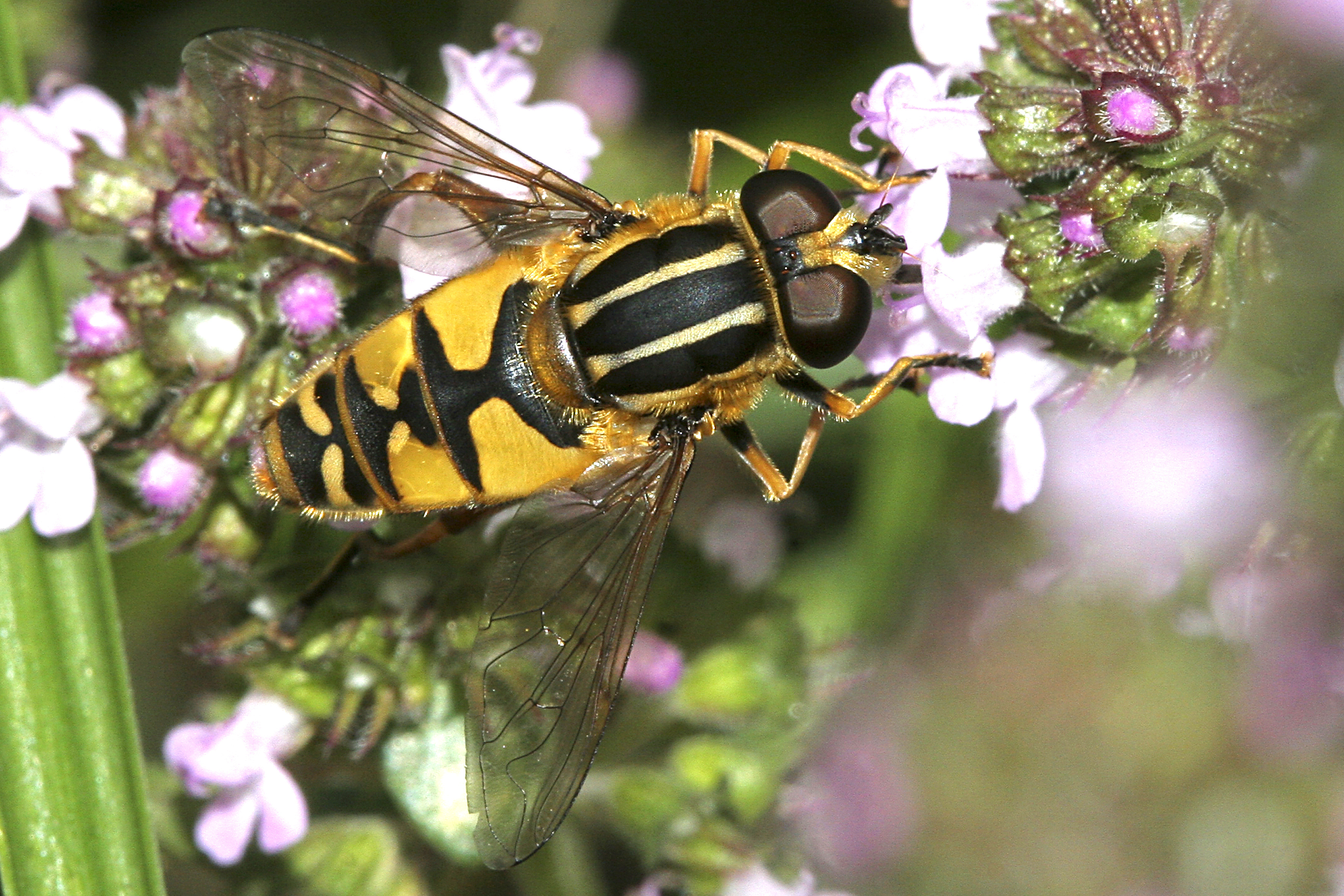
Pendelblomfluga (H. endulus)

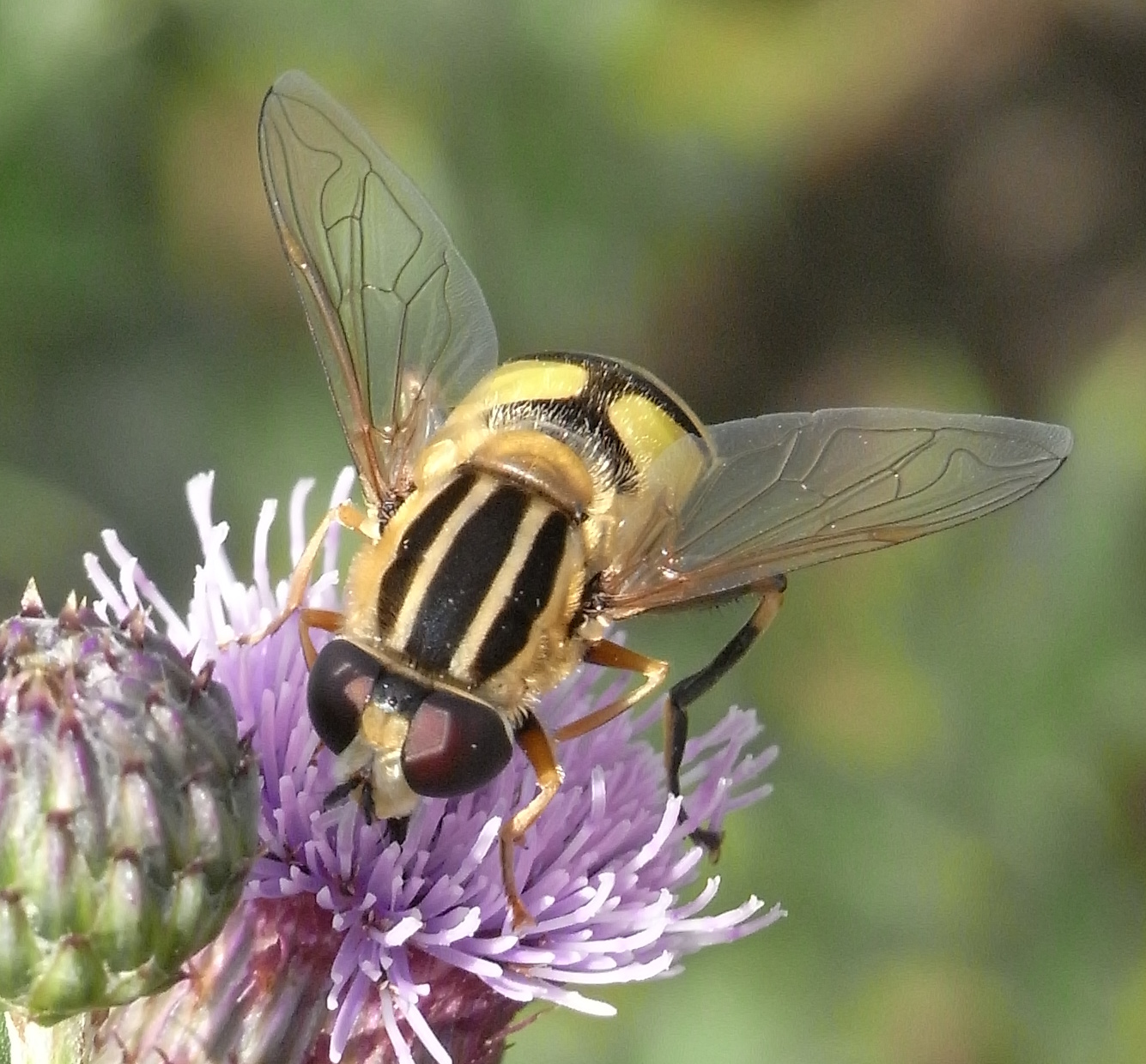
Ljus kärrblomfluga (H. trivittatus)

### Arter i Norden
Följande arter har observerats i Norden:
- Mörk kärrblomfluga H. affinis (Wahlberg, 1844)
- Grå kärrblomfluga H. bottnicus (Wahlberg, 1844)
- Tajgakärrblomfluga H. groenlandicus (Fabricius, 1780)
- Större kärrblomfluga H. hybridus (Loew, 1846)
- Lappkärrblomfluga H. lapponicus (Wahlberg, 1844)
- Pendelblomfluga H. pendulus (Linnaeus, 1758)
- Ljus kärrblomfluga H. trivittatus (Fabricius, 1805)

### Övriga arter
Nedan följer ett urval med arter i släktet.
| - H. antipodus (Schiner, 1868) - H. bilinearis (Williston, 1887) - H. borealis (Staeger, 1845) - H. campbellicus (Hutton, 1902) - H. celeber (Osten Sacken, 1882) - H. cingulatus (Fabricius, 1775) - H. consimilis (Malm, 1863) - H. continuus (Loew, 1854) - H. contractus (Claussen & Pedersen, 1980) - H. distinctus (Williston, 1887) - H. divisus (Loew, 1863) - H. fasciatus (Walker, 1849) - H. frutetorum (Fabricius, 1775) - H. hochstetteri (Nowicki, 1875) - H. ineptus (Walker, 1849) - H. insignis (Violovitsh, 1979) - H. intentus (Curran and Fluke, 1922) - H. interpunctus (Harris, 1776) - H. kurentzovi (Violovitsh, 1960) - H. laetus (Loew, 1863) | - H. latifrons (Loew, 1863) - H. lineatus (Fabricius, 1787) - H. lunulatus (Meigen, 1822) - H. neoaffinis (Fluke, 1949) - H. obscurus (Loew, 1863) - H. obsoletus (Loew, 1863) - H. oxycanus (Walker, 1852) - H. parallelus (Harris, 1776) - H. perfidiosus (Hunter, 1897) - H. pilosus (Hunter, 1897) - H. relictus (Curran & Fluke, 1926) - H. rex (Curran & Fluke, 1926) - H. sapporensis (Matsumura, 1911) - H. seelandica (Gmelin, 1790) - H. sibiricus (Smirnov, 1923) - H. stipatus (Walker, 1849) - H. transfugus (Linnaeus, 1758) - H. turanicus (Smirnov, 1923) - H. versicolor (Fabricius, 1794) - H. virgatus (Coquillett, 1898) |

## Etymologi
Helophilus betyder kärrälskande på grekiska.